# Herbert Tutsch
Herbert Tutsch (ur. 9 lutego 1963 w Schorndorf) – zachodnioniemiecki zapaśnik walczący w stylu wolnym. Olimpijczyk z Seulu 1988, gdzie odpadł w eliminacjach kategorii 52 kg. Dziewiąty zawodnik mistrzostw świata w 1987. Szósty na mistrzostwach Europy w 1988 i ósmy w 1986 roku.
Zdobył cztery tytuły mistrza Niemiec w latach: 1985-1987 i 1989.
- Turniej w Seulu 1988

Wygrał z Jihadem Sharifem z Jordanii, a przegrał z Afgańczykiem Ahmadem Nasirem i Węgrem László Bíró.